# Journal of Applied Physics
Il Journal of Applied Physics è una rivista scientifica peer-review che si concentra sulla fisica della tecnologia moderna. La rivista è nata nel 1931 con il nome di Physics, e veniva pubblicata dall'APS per i suoi primi 7 volumi. Nel Gennaio 1937, il personale fu trasferito all'AIP "in linea con gli sforzi dell'APS per migliorare la posizione della fisica come una professione". L'editor-in-chief corrente della rivista è il professore André Anders (LBNL).
Secondo il Journal Citation Reports, la rivista ha nel 2017 un impact factor di 2.176.

## Tipi di articoli
Gli argomenti trattati nella rivista sono di diversa natura e riflettono la ricerca nel campo della fisica applicata.
- Magnetismo, spintronica e superconduttività.
- Sistemi organico-inorganici, compresa l'elettronica organica.
- Fotonica, plasmonica, fotovoltaico, laser e materiali ottici.
- Fisica dei materiali, comprese proprietà elettriche, termiche e meccaniche.
- Fisica della materia in condizioni estreme.
- Fisica dei nanosistemi.
- Fisica dei semiconduttori.
- Biofisica.
- Film sottili, interfacce e superfici.